# Katalymov-Jepisjinvariant
De Katalymov-Jepisjinvariant is een variant op de Sokolskyopening. Het is een antwoord van zwart op het Katalymovgambiet. De openingszetten van deze variant zijn 1. b4 c6, 2. Lb2 Db6, 3. a3 a5, 4. c4 d6.
Met de zet 4. ... - d6 probeert zwart de zet c5 te counteren, maar wit kan met 5. d4 deze counter ook weer counteren. Wit blijft hierdoor toch het initiatief houden en heeft een voorsprong in de ontwikkeling.
De variant werd voor het eerst gespeeld bij de New York Open in 1990 door Leonid Yudasin en Vladimir Jepisjin.